# Micha Perles
Micha Asher Perles né en 1936 à Jérusalem, est un mathématicien israélien qui travaille en géométrie, convexité, combinatoire, théorie des graphes; il est professeur émérite à l'Institut Einstein de Mathématiques de l'université hébraïque de Jérusalem. Il a obtenu un Ph. D. en 1964 à l'Université hébraïque, sous la direction de Branko Grünbaum.
Parmi ses contribution, il y a notamment
- La configuration de Perles (en), un ensemble de neuf points dans le plan euclidien dont les colinéarités peuvent être réalisés seulement en utilisant des coordonnées irrationnelles. Perles a utilisé cette configuration pour démontrer l'existence de polytopes irrationnels en dimension supérieure[3].
- Le lemme de Sauer, un résultat en théorie des probabilités que Saharon Shelah attribue à Perles[4],[5].
- Le lemme d'itération pour les langages algébriquesune méthode largement utilisée pour démontrer qu'un langage n’est pas context-free, publie par Perles avec Yehoshua Bar-Hillel et Eli Shamir[6],[7].

Parmi les étudiants connus de Perles il y a notamment Noga Alon, Gil Kalai, et Nati Linial.